# Fußballvereine gegen RECHTS
Fußballvereine gegen RECHTS ist eine Dürener Initiative, die im Jahre 2001 nach rassistischen Übergriffen von Neonazis auf eine Fußballjugendmannschaft aus Niederau gegründet wurde. Mit verschiedenen Aktionen wie „4 Schrauben für Zivilcourage“, „Fotos gegen Rechts“ und „Wir vermieten nicht an Nazis“ und Präsenz bei Jugend- und Seniorenturnieren versucht die Initiative dem Extremismusproblem, der Ausländerfeindlichkeit und dem Rassismus entgegenzuwirken. Im September 2011 wurde die Auszeichnung „Integration durch Tore“ ins Leben gerufen. Damit werden Einzelpersonen oder Fußballteams aus Düren ausgezeichnet, die sich besonders für Integration einsetzen und gegen Rassismus stellen.
„Fußballvereine gegen RECHTS“ ist Mitbegründer der Gruppe „Dürener Bündnis gegen Rechtsextremismus, Rassismus und Gewalt“ und der Initiative „Unser Merken gegen Extremismus, Rassismus und Gewalt“.
Aushänge-Aktion der Dürener Initiative ist die Aktion „4 Schrauben für Zivilcourage“. Fußballvereine in ganz Deutschland können ein kostenloses, wetterfestes Dibond-Schild mit der Aufschrift „Kein Platz für Rassismus und Gewalt“ an ihrem Sportgelände anbringen. Dies dient der Sensibilisierung der Zuschauer, Spieler und Funktionäre. Stand August 2020 haben über 1460 Vereine teilgenommen, darunter Bundesligisten wie Borussia Mönchengladbach, Bayer Leverkusen, Eintracht Frankfurt, Werder Bremen, Schalke 04, SG Hoffenheim.
Die Initiative wurde 2008 vom DFB mit dem Julius-Hirsch-Preis, 2003, 2010 und 2020 von der Bundesregierung mit dem Preis „Aktiv für Demokratie und Toleranz“ und 2016 mit der Bürgerpreis der Deutschen Zeitungen ausgezeichnet. 2021 wurde der Initiator Jo Ecker mit dem Bundesverdienstkreuz ausgezeichnet.